# Nazik al Malaika
Nazik al Malaika (en árabe: نازك الملائكة‎;  Bagdad, agosto de 1923 - El Cairo, 20 de junio de 2007) fue una poetisa iraquí considerada una de las más importantes e influyentes poetas árabes del siglo XX. Su actividad literaria se desarrolló durante la segunda mitad del siglo XX. Al Malaika es famosa como la primera poetisa árabe en usar el verso libre.

## Biografía
Nazik al Mala’ika nació en Bagdad y creció en el entorno de una familia acomodada y liberal cuya actividad giraba en torno a la literatura. Su madre también poetisa y su padre, profesor de Gramática, le inculcaron pronto el apego por el uso correcto de la lengua árabe. Estudió en la Facultad de Pedagogía de la Escuela Superior para la Formación de Profesorado de Bagdad. En 1944 elaboró su tesis sobre las diferentes escuelas de gramática. Simultáneamente adquirió una formación moderna y avanzada, estudió inglés en el Colegio Británico y música árabe contemporánea e interpretación en el Instituto de Bellas Artes. Uno de los recuerdos evocados en su biografía son las tardes sentada en el jardín tocando el laúd y cantando las canciones Umm Kulthum y Mohammed Abd el Wahab.
Diez años más tarde (1954-1956) obtuvo una beca estudiar crítica literaria en la Universidad de Princeton y graduarse en literatura comparada en la Universidad de Wisconsin. En 1958 con la caída de la dinastía hachemita y la proclamación de la República de Irak se autoexilia en Beirut huyendo del ambiente dictatorial.
La llegada al poder del Partido Baath y un ambiente social más positivo, le permiten, a mediados de los 60, contribuir junto a su marido a la fundación de la Universidad de Basora. Durante dos décadas (1970-1990) enseñó literatura en la Universidad de Kuwait, pero tras la invasión de Saddam Hussein abandonó el país y regresó a Bagdad. Tras la Guerra del Golfo, se instaló definitivamente en El Cairo hasta su muerte en junio de 2007.

## Obra poética
Por su trayectoria personal y las circunstancias sociales su obra puede dividirse en tres períodos:

### De 1947 a 1957
Se publican sus tres primeras colecciones de poesía y se producen también las primeras desviaciones de las formas clásicas, el núcleo principal es la individualidad y la pasión intimista por la naturaleza, la poesía y la muerte. Son composiciones de un gran vitalidad espiritual y lírica; y las más atrevidas y novedosas: La amante de la noche (1947) y Astillas y ceniza (1949). En este período se produce la Revolución egipcia de Nasser (1952) y viaja EEUU (1954). En 1957 publica El interior de la ola (1957).

### De 1958 a 1978
Es una etapa en la sociedad iraquí de progreso social, de esperanza y decepción a la vez. La poesía de al Mala’ika indaga en una realidad, en la que hay cabida para el idealismo y la transformación; también para la confusión y el dolor del individuo. Es quizá, la época literaria de mayor optimismo.
Se proclama la República de Irak (1958), emergencia del partido Baath y del panarabismo (1963-1967), golpe de Estado de Hassan al Bakr y Saddan Husseyn (1968) y nacionalización de la industria petrolera. Posteriormente vive en Kuwait durante dos décadas, enseñando literatura en la Universidad.
Árbol de la luna (1968) contiene un prólogo balance de su trayectoria poética e inclusión de poemas de contenido nacionalista y de reafirmación de la identidad. También publica El drama de la vida y canción del hombre (1974).

### De 1978 a 2007
En este periodo se produce un definitivo recogimiento interior y recupera las estructuras poéticas tradicionales con obras de contenido filosófico y religioso. Se produce el acceso al poder de Saddam Husseyn (1979), la Guerra de Irán (1980) y la invasión de Kuwait (1990) y la poetisa se autoexilia en El Cairo. Entre sus publicaciones de la época están Para la oración y la revolución (1979) y  El mar cambia sus colores (1999).
Escribió también diversos ensayos y conferencias (incluidas en algunos de sus diwanes) que promueven las ventajas del uso del “verso libre” y un temprano ensayo, publicado en 1953, relacionado con la situación de la mujer en la sociedad árabe: al Mar’a bayna at Tarafayn, as Salbiya wa al Ajlaq (La mujer entre dos extremos, la pasividad y la ética) (1953).

## Rasgos esenciales de su obra
El conjunto de su obra es el reflejo de la historia reciente de Irak, en la que se enmarcan los elementos de idealismo, esperanza, decepción y exilio. Los rasgos esenciales vienen determinados por la introducción del verso libre y de los elementos distintivos de la poesía romántica y modernista.
El abandono de las estructuras métricas tradicionales en Occidente se produce en la segunda mitad del siglo XIX. El primer autor notable que lo hace es el americano Walt Whitman (1819-1892) que elabora un verso de gran extensión inspirado en los salmos bíblicos. El verso libre se caracteriza por su alejamiento intencionado de las pautas de rima y metro. Se halla muy próximo al poema en prosa y la prosa poética, de los que se distingue visualmente por conservar la disposición tipográfica de las líneas del verso.
Nazik al Mala’ka no pone punto final a la versificación clásica. Todo lo contrario. Sin abandonar el esquema tradicional, experimentará este nuevo recurso. Según ella, el término de verso libre no debe entenderse como despreocupación de la musicalidad, que es condición básica del verso. De esta manera insistirá en el empleo del pie rimado. Al respecto dice:
```
"un poema es un poema, solo cuando tiene una métrica, de otra manera es prosa, no poesía"
```

- Adopción del llamado verso libre y la estructura clásica

en la introducción a Astillas y ceniza, al Mala’ika se muestra partidaria de una versificación menos rígida; que sin abandonar los esquemas métricos y de rima, facilite a los poetas expresar otros temas que hasta el momento eran inusuales.
- Uso de hemistiquios monorrimos

Esto significa que las generaciones posteriores insistirán en el uso del verso corto, la supresión del cómputo silábico y de manera un poco más lenta y tardía la sustitución de la rima por el ritmo (verso libre).
- La temática vanguardista

Desde su obra inicial La amante de la noche, al Mala'ika insiste de manera constante en los temas del romanticismo: Exaltación del “yo” y actitud melancólica y pesimista ante el mundo hostil y adverso.
Sus amplios conocimientos de literatura y el paso por diferentes universidades americanas le ayudan a tomar contacto directo con la herencia romántica (Thomas Gray, Lord Byron, Rupert Brooke, John Keats, Edgar Allan Poe), el simbolismo y el modernismo americano (Ezra Pound, T.S. Elliot). Algunas de sus composiciones contienen imágenes y símbolos inspirados en la poesía de John Keats, Byron, Rupert Brooke y Thomas Gray entre otros, a los cuales tradujo al árabe, llegando a incluir paráfrasis de sus poemas en El árbol de la luna.
El léxico utilizado es amplio y variado, con un importante abanico de sinónimos y vocablos afines y antagónicos justificados por sus profundos conocimientos de literatura moderna y de la lengua árabe.
Junto a Badr Shakir as Sayyab y Lewis Awad es una de las principales impulsoras del movimiento del verso libre e introductora de las corrientes literarias anglo-americanas que significaron el abandono de las estructuras que prevalecían en la poesía árabe desde hacía más de 1000 años.

### Romanticismo, simbolismo y modernismo
La publicación de Astillas y ceniza culmina su aportación modernista a la poesía árabe. El lenguaje sirve para elaborar un mundo metafísico e individualista impregnado de misterio donde los versos parecen envueltos en una nebulosa de abstracción y salvo algunas composiciones, se construyen en torno a herméticas imágenes de difícil interpretación.
El interior de la Ola contiene dos poemas “Lamento por una mujer sin valor” y “Lavar la vergüenza”, los cuales añadidos al ensayo "La mujer entre dos extremos: Pasividad y Ética", nos señalan el compromiso intelectual de la escritora y sus opiniones acerca de la situación de la mujer árabe: La ausencia de libertad material y moral para recibir una educación adecuada, la imposibilidad de tomar decisiones propias y elegir el estilo de vida deseado.
En El árbol de la luna hallamos varios poemas que son consecuencia de la política panárabe del partido Baath en Egipto, Siria e Irak durante la época de Nasser hasta el desastre de la Guerra de los Seis Días. Son composiciones que tratan de la Unidad Árabe y el nacimiento de una Nación Nueva.

## Publicaciones
- A'shiqat Al-Layl, 1947
- Shazaya wa ramad, 1949
- 'Al-mar'a baina 'ltarafain, al-salbiyya wa 'l-akh-laq', 1953
- 'Al-tajzi'iyya fi 'l-mujtama' al-Arabi', 1954
- Qarárat al-mawya, 1957
- Qadaya 'l-shi'r al-mu'asir, 1962 lod
- Al-Sawma'a wal-Shurfa Al-Hamraa, 1965
- Shaýarat al-qamar, 1968
- Ma'sát al-hayát wa ugniya li-l-insán, 1970
- Al-taýzi'iyya fi-l-muýtama' al-'arabi, 1974
- Li-l-salat wa-l-tawra, 1978
- Sykolojia Al-Shi'r, 1979
- Youghiyar Alouanah Al-Bahr, 1999